# دانيال أونيل (رسام)
دانيال أونيل (بالإنجليزية: Daniel O'Neill)‏ هو رسام أيرلندي، ولد في 1920، وتوفي في 9 مارس 1974.